# Вяз крупноплодный
Вяз крупноплодный (лат. Ulmus macrocarpa) — лиственное дерево, вид рода Вяз (Ulmus) семейства Вязовые (Ulmaceae).

## Распространение и экология
В природе ареал вида охватывает Восточную Сибирь (Читинская область), Приморье, Монголию, Корейский полуостров и северо-восточные районы Китая.
Произрастает по лесистым склонам, в долинах рек, скаловым россыпям, на каменистых и скалистых склонах; одиночно или группами.

## Ботаническое описание
Небольшое дерево (высотой до 8 м) или кустарник с серой, бурой или желтоватой корой и опушенными молодыми веточками.
Почки конические. Листья широко-обратнояйцевидные, длиной 7—9 см, шириной 5 см, с клиновидным неравнобоким основанием, заострённой верхушкой, по краю удвоенно-пильчатые.
Плод —  широкоэллиптическа крылатка длиной 3—3,5 см и шириной до 2,5 см, по всей поверхности щетинистая, с орешком, расположенным в центре крыла и отделенным от верхней выемки швом в 9—10 мм. Крупные орешки съедобны.
Цветение в апреле. Плодоношение в июне.

## Значение и применение
Из-за малых размеров и незначительных запасов промышленного значения не имеет. Как декоративное дерево с развесистой кроной и крупными плодами уместен в посадках, особенно для закрепления каменистых мест. 

## Таксономия
Вид Вяз крупноплодный входит в род Вяз (Ulmus) семейства Вязовые (Ulmaceae) порядка Розоцветные (Proteales).
|  |                                      |  |                                                             |                                                             |                   |  | ещё 8 семейств (согласно Системе APG II) | ещё 8 семейств (согласно Системе APG II) |                       |  |  |  | ещё около 40 видов |
|  |                                      |  |                                                             |                                                             |                   |  | ещё 8 семейств (согласно Системе APG II) | ещё 8 семейств (согласно Системе APG II) |                       |  |  |  | ещё около 40 видов |
|  |                                      |  |                                                             | порядок Розоцветные                                         |                   |  |                                          |                                          | род Вяз               |  |  |  |                    |
|  |                                      |  |                                                             | порядок Розоцветные                                         |                   |  |                                          |                                          | род Вяз               |  |  |  |                    |
|  | отдел Цветковые, или Покрытосеменные |  |                                                             |                                                             | семейство Вязовые |  |                                          |                                          | вид Вяз крупноплодный |  |  |  |                    |
|  | отдел Цветковые, или Покрытосеменные |  |                                                             |                                                             | семейство Вязовые |  |                                          |                                          |                       |  |  |  |                    |
|  |                                      |  | ещё 44 порядка цветковых растений (согласно Системе APG II) | ещё 44 порядка цветковых растений (согласно Системе APG II) |                   |  |                                          | ещё около 9 родов                        | ещё около 9 родов     |  |  |  |                    |
|  |                                      |  |                                                             | ещё 44 порядка цветковых растений (согласно Системе APG II) |                   |  |                                          |                                          | ещё около 9 родов     |  |  |  |                    |